# Список прем'єр-міністрів Анголи
Прем'єр-міністр Анголи — глава уряду Республіки Ангола.

## Список прем'єр-міністрів
| 1. | Лопу ду Нашсіменту                  | 11 листопада 1975 | 9 грудня 1978   |
| *. | Посаду скасовано                    | 9 грудня 1978     | 19 липня 1991   |
| 2. | Жозе Ван-Дунем                      | 19 липня 1991     | 2 грудня 1992   |
| 3. | Маркуліну Моку                      | 2 грудня 1992     | 3 червня 1996   |
| 4. | Жозе Ван-Дунем                      | 3 червня 1996     | 29 січня 1999   |
| *. | Немає                               | 29 січня 1999     | 6 грудня 2002   |
| 5. | Фернанду да Пієдаде Діаз душ Сантуш | 6 грудня 2002     | 30 вересня 2008 |
| 6. | Паулу Кассома                       | 30 вересня 2008   | 5 лютого 2010   |
| *. | Посаду скасовано                    | 5 лютого 2010     | нинішній час    |